# Ломикамінь зернистий
Ломикамінь зернистий (Saxifraga granulata) — вид рослин родини ломикаменеві (Saxifragaceae), поширений у Європі й Марокко.

## Опис
Багаторічна трава заввишки 15–40 см. Стебло рідко листяне, з залозистими волосками, основа зі сферичними, рожевими бульбами. Листки зібрані у базальну розетку й на нижній частині стебла; базальні листки довго-черешкові, верхні листки майже безчерешкові; листові пластини від майже округлих до ниркоподібних, від велико зубчастих до майже цілих, товстуваті, рідко волосаті.
Суцвіття — нещільний, 3–10-квітковий щиток. Квіти запашні. Віночок радіально симетричний, білий, прибл. 2–3 см завширшки; пелюсток п'ять, завдовжки 9–16 мм, в 3–4 рази довші ніж чашолистки, круглокінцеві. Чашолистків 5, із залозистими волосками. Тичинок 10. Квітки самотні в пазухах. Плід — 2-розділена яйцеподібна коробочка. Час цвітіння: травень і червень.

## Поширення
Поширений у Європі й Марокко; інтродукований в Ісландії. Населяє скелясті хребти, луки, підліски, пасовища, гравійні місцевості, гавані.
В Україні зростає на луках і трав'янистих схилах — в зх. Поліссі (Волинська обл., Володимирський р-н, с. Верба).

## Галерея

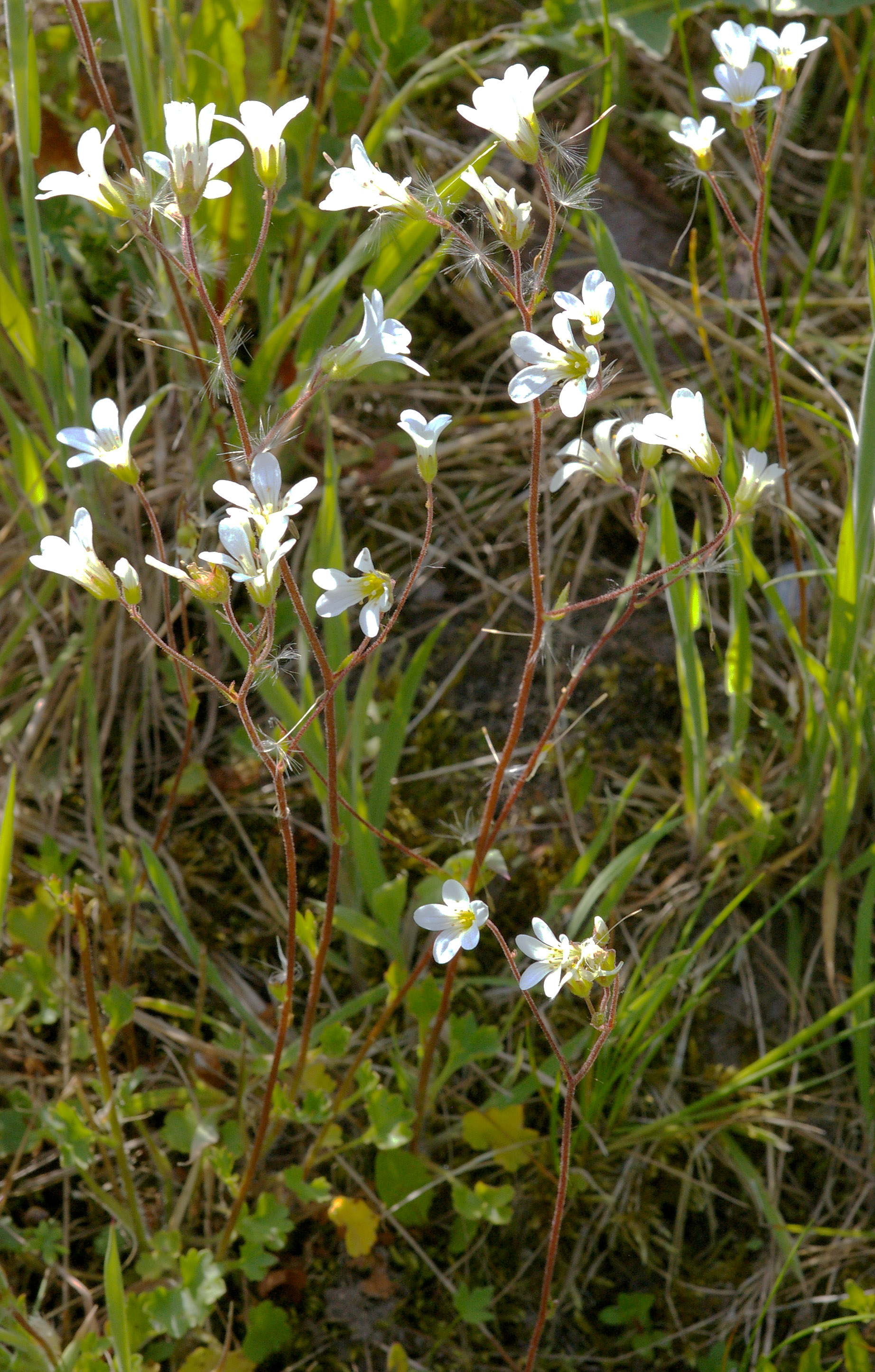
рослина
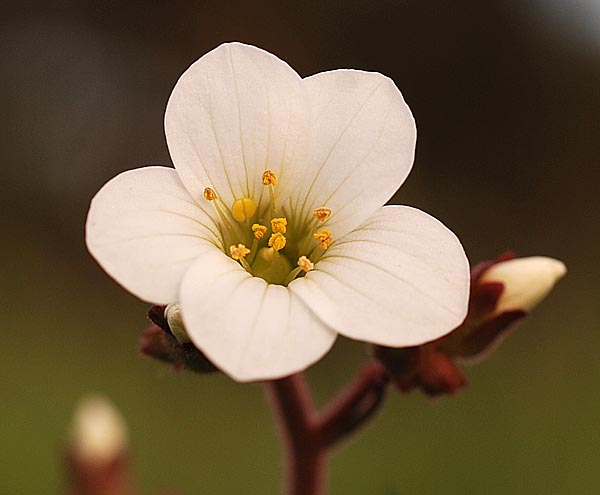
квітка
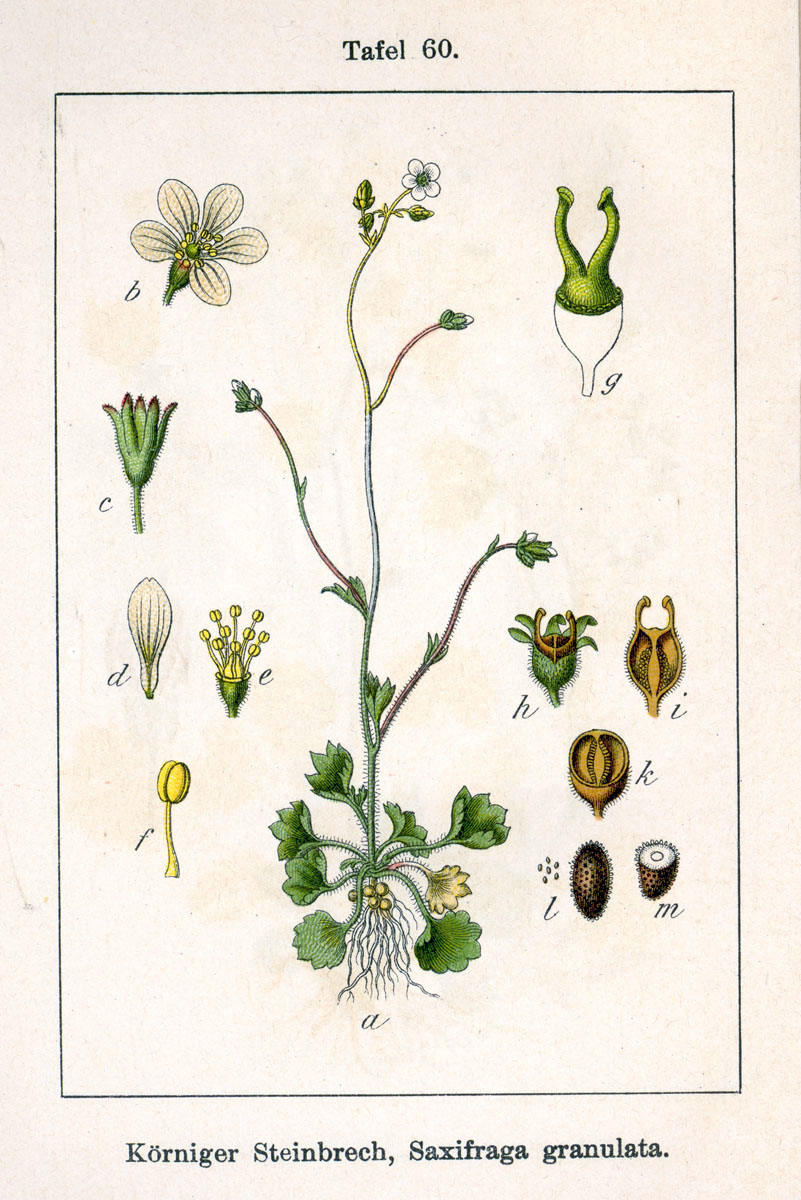
ілюстрація